# اوپل اسپیدزتر
اوپل اسپیدزتر (انگلیسی: Opel Speedster) یک خودروی اسپرت دوسرنشینه است که از سال ۲۰۰۰ تا ۲۰۰۵ توسط خودروساز آلمانی اوپل تولید شد. این خودرو با نام Vauxhall VX220 در بریتانیا و با نام لوتوس الیز در برخی بازارها به مردم عرضه شد.
اوپل اسپیدزتر با استفاده از مواد سبک‌وزن مانند آلومینیم و مواد کامپوزیت ساخته شده‌است که وزن آن را به کمی بیش از ۲۰۰۰ پوند می‌رساند. موتور توسط طیف وسیعی از موتورها، از جمله یک موتور ۴ سیلندر ۲٫۲ لیتری تنفس طبیعی و یک نسخهٔ سوپرشارژ از همان موتور، که حداکثر ۲۲۰ اسب بخار قدرت تولید می‌کرد، نیرو می‌گیرد.
یکی از ویژگی‌های مشخص اوپل اسپیدزتر طراحی آن بود که دارای ستون مرکزی متمایز بود که از جلو تا عقب خودرو کشیده می‌شد. این عنصر طراحی برای بهبود استحکام ساختاری و ویژگی‌های هندلینگ خودرو در نظر گرفته شده‌است.
علیرغم اندازهٔ کوچک و توان خروجی نسبتاً متوسط، اوپل اسپیدستر به دلیل هندلینگ چابک، موتور پاسخگو و سطح بالای درگیری راننده، توسط روزنامه‌نگاران خودرو مورد تحسین قرار گرفت. همچنین به دلیل صندلی‌های راحت و پشتیبانی و همچنین طراحی داخلی مینیمالیستی آن مورد توجه قرار گرفت.
تولید اوپل اسپیدستر در سال ۲۰۰۵ به پایان رسید و تنها حدود ۷۰۰۰ دستگاه در سراسر جهان فروخته شد. با این حال، این مدل از آن زمان در میان علاقه‌مندان به خودرو طرفدارانی پیدا کرده‌است و نمونه‌های به خوبی نگهداری شده توسط کلکسیونرها حفظ شده‌است.